# Andaspis halli
Andaspis halli är en insektsart som beskrevs av Rao in Rao och Ferris 1952. Andaspis halli ingår i släktet Andaspis och familjen pansarsköldlöss.
Artens utbredningsområde är Zimbabwe. Inga underarter finns listade i Catalogue of Life.